# Habitatge al carrer Pare Roca, 5 (Olot)
L'Habitatge al carrer Pare Roca, 5 és una obra d'Olot (Garrotxa) inclosa a l'Inventari del Patrimoni Arquitectònic de Catalunya.

## Descripció
És una casa entre mitgera, de planta rectangular i teulat a una aigua. Disposa de planta, dos pisos superiors i golfes. Les obertures de la façana es troben distribuïdes simètricament i estan decorades amb motllures d'estuc -amb fullatges estilitzats- i rajoles vidriades amb motius florals. També trobem que, entre el segon pis i les golfes, hi ha una sanefa de rajoles vidriades decorades amb motius vegetals i on predominen els colors blaus i grocs.

## Història
La Plaça Clarà, juntament amb el Passeig de Barcelona, constitueixen els dos projectes urbanístics més importants del segle xix a Olot. Vers els anys 1627 i 1731, l'actual solar de la plaça estava ocupat per l'hort i convent dels pares caputxins. L'any 1835, el convent, en poder dels carlins, va ser incendiat per les forces governamentals. A mitjanes del segle xix, es va utilitzar per a fins militars. L'any 1868 sortí a la llum un projecte de la seva urbanització feta per Joan Cordomí que no es va realitzar. L'any 1871 es tira endavant el projecte de E. Pujol i el 1925 es remodelen els jardins interiors.